# Thiaville-sur-Meurthe
Thiaville-sur-Meurthe és un municipi francès situat al departament de Meurthe i Mosel·la i a la regió del Gran Est. L'any 2007 tenia 483 habitants.

## Demografia

### Població
El 2007 la població de fet de Thiaville-sur-Meurthe era de 483 persones. Hi havia 194 famílies, de les quals 50 eren unipersonals (19 homes vivint sols i 31 dones vivint soles), 66 parelles sense fills, 74 parelles amb fills i 4 famílies monoparentals amb fills.
La població ha evolucionat segons el següent gràfic:
Habitants censats

### Habitatges
El 2007 hi havia 226 habitatges, 203 eren l'habitatge principal de la família, 12 eren segones residències i 11 estaven desocupats. 219 eren cases i 7 eren apartaments. Dels 203 habitatges principals, 179 estaven ocupats pels seus propietaris, 18 estaven llogats i ocupats pels llogaters i 6 estaven cedits a títol gratuït; 2 tenien dues cambres, 15 en tenien tres, 54 en tenien quatre i 132 en tenien cinc o més. 170 habitatges disposaven pel capbaix d'una plaça de pàrquing. A 87 habitatges hi havia un automòbil i a 86 n'hi havia dos o més.

### Piràmide de població
La piràmide de població per edats i sexe el 2009 era:
| Homes | Edats   | Dones |
| ----- | ------- | ----- |
| 0     | 95 o +  | 0     |
| 0     | 90 a 94 | 0     |
| 4     | 85 a 89 | 4     |
| 4     | 80 a 84 | 16    |
| 12    | 75 a 79 | 8     |
| 8     | 70 a 74 | 24    |
| 20    | 65 a 69 | 16    |
| 16    | 60 a 64 | 24    |
| 8     | 55 a 59 | 12    |
| 16    | 50 a 54 | 24    |
| 32    | 45 a 49 | 24    |
| 28    | 40 a 44 | 24    |
| 8     | 35 a 39 | 12    |
| 16    | 30 a 34 | 4     |
| 24    | 25 a 29 | 4     |
| 20    | 20 a 24 | 20    |
| 20    | 15 a 19 | 24    |
| 20    | 10 a 14 | 12    |
| 12    | 5 a 9   | 12    |
| 0     | 0 a 4   | 4     |

## Economia
El 2007 la població en edat de treballar era de 304 persones, 217 eren actives i 87 eren inactives. De les 217 persones actives 195 estaven ocupades (113 homes i 82 dones) i 24 estaven aturades (10 homes i 14 dones). De les 87 persones inactives 25 estaven jubilades, 31 estaven estudiant i 31 estaven classificades com a «altres inactius».

### Ingressos
El 2009 a Thiaville-sur-Meurthe hi havia 211 unitats fiscals que integraven 492 persones, la mediana anual d'ingressos fiscals per persona era de 17.931,5 €.

### Activitats econòmiques
Dels 9 establiments que hi havia el 2007, 1 era d'una empresa alimentària, 1 d'una empresa de fabricació d'altres productes industrials, 4 d'empreses de construcció, 2 d'empreses de comerç i reparació d'automòbils i 1 d'una empresa classificada com a «altres activitats de serveis».
Dels 4 establiments de servei als particulars que hi havia el 2009, 2 eren paletes, 1 lampisteria i 1 electricista.
L'únic establiment comercial que hi havia el 2009 era una fleca.
L'any 2000 a Thiaville-sur-Meurthe hi havia 8 explotacions agrícoles.

## Equipaments sanitaris i escolars
El 2009 hi havia una escola elemental.

## Poblacions més properes
El següent diagrama mostra les poblacions més properes.